# Lychnis coronaria
Lychnis coronaria, comummente conhecida como beijos-de-freira ou orelha-de-lebre( não confundir com as espécies Plantago lagopus e Cynoglossum creticum, que consigo partilham este nome) é uma espécie de planta com flor pertencente à família Caryophyllaceae. 
A autoridade científica da espécie é (L.) Desr., tendo sido publicada em Encyclopédie Méthodique, Botanique 3(2): 643–644. 1792.

## Portugal
Trata-se de uma espécie presente no território português, nomeadamente em Portugal Continental.
Em termos de naturalidade é introduzida na região atrás indicada.

## Protecção
Não se encontra protegida por legislação portuguesa ou da Comunidade Europeia.